# Natfolket
|  | Denne artikel er oprettet af botten Steenthbot ud fra en ekstern database. Den kan derfor have sproglige fejl eller mangler. Denne skabelon kan fjernes efter kontrol af indholdet. |

Natfolket er en dansk dokumentarfilm fra 1989 instrueret af Poul Erik Heilbuth.

## Handling
Ingen fik sandheden at vide, om hvor farligt det var at arbejde med asbest på eternitfabrikken i Aalborg. På trods af at der helt tilbage til slutningen af fyrrerne eksisterede en viden om faren for at erhverve sig asbestose, fik arbejderne intet at vide. I filmen interviewes to arbejdere, der er invaliderede af kontakten med det farlige mineral, som fabrikken anvendte i produktionen helt frem til december 1987.